# Марк Кели (астронавт)
Вижте пояснителната страница за други личности с името Марк Кели.
Марк Едуард Кели (на английски: Mark Edward Kelly) е американски тест пилот и астронавт от НАСА, участник в четири космически полета.

## Образование
Марк Кели завършва колежа Mountain High School в родния си град през 1982 г. През 1986 г. получава бакалавърска степен по морско инженерство от Военноморската академия на САЩ, Анаполис, Мериленд. През 1994 г. става магистър по аерокосмическо инженерство в Института за следдипломна квалификация на USN, Монтерей, Калифорния.

## Военна кариера
Марк започва активната си военна служба веднага след дипломирането си през 1986 г. През декември 1987 г. става пилот на А-6 Интрюдър от състава на атакуваща ескадрила 115 (VA-115), базирана на самолетоносача USS Midway (CV-41). През 1991 г. взема участие в Операция Пустинна буря. Извършва 39 бойни полета над територията на Ирак. Завършва школа за тест пилоти в Мериленд през юни 1994 г. В кариерата си има повече от 5000 полетни часа на 50 различни типа самолети и 375 кацания на палубата на самолетоносач.

## Служба в НАСА
На 1 май 1996 г., Марк Е. Кели е избран за астронавт от НАСА, Астронавтска група №16. Той преминава пълен двегодишен курс на обучение и получава квалификация пилот. Взема участие в четири космически полета. Командир на мисия STS-134 - последен полет на космическата совалка Индевър.

### Космически полети
| Космически полети на Марк Едуард Кели                    | Космически полети на Марк Едуард Кели | Космически полети на Марк Едуард Кели | Космически полети на Марк Едуард Кели | Космически полети на Марк Едуард Кели | Космически полети на Марк Едуард Кели  | Космически полети на Марк Едуард Кели |
| №                                                        | Дата                                  | КК                                    | Емблема на мисията                    | Функции                               | Продължителност                        |                                       |
| -------------------------------------------------------- | ------------------------------------- | ------------------------------------- | ------------------------------------- | ------------------------------------- | -------------------------------------- | ------------------------------------- |
| 1                                                        | 5 декември 2001                       | „Индевър“, мисия STS-108              |                                       | Пилот                                 | 11 денонощия 19 часа 36 минути 45 сек. |                                       |
| 2                                                        | 4 юли 2006                            | „Дискавъри“, мисия STS-121            |                                       | Пилот                                 | 12 денонощия 18 часа 37 минути 54 сек. |                                       |
| 3                                                        | 31 май 2008                           | „Дискавъри“, мисия STS-124            |                                       | Командир                              | 13 денонощия 18 часа 13 минути 07 сек. |                                       |
| 4                                                        | 16 май 2011                           | „Индевър“, мисия STS-134              |                                       | Командир                              | 15 денонощия 17 часа 38 минути 51 сек. |                                       |
| Сумарно време в космоса – 54 денонощия 02 часа 04 минути |                                       |                                       |                                       |                                       |                                        |                                       |

## След НАСА
Марк Кели напуска НАСА на 1 октомври 2011 г. От ноември същата година започва работа в частния сектор. На 28 март 2012 г. става главен експерт в аерокосмическата фирма SpaceX със седалище в Хоторн, Калифорния.

## Личен живот
На 7 януари 1989 г. М. Кели сключва брак с Амелия Бейбис (на английски: Amelia Victoria Babis). Двамата имат две дъщери: Клаудия и Клари. Развеждат се на 7 октомври 2004 г. На 10 ноември 2007 г. Кели сключва брак с конгресмен Габриела Гифърдс - представител на демократическата партия от Тусон, Аризона. Марк Кели има брат близнак - астронавтът от НАСА Скот Кели.

## Награди
- Медал за отлична служба;
- Легион за заслуги;
- Летателен кръст;
- Въздушен медал;
- Медал за похвала на USN;
- Медал за постижения на USN;
- Почетен знак към медала за похвала на USN;
- Медал на експедиционните сили;
- Медал за служба в националната отбрана;
- Медал за участие в бойните действия в Югозападна Азия;
- Медал за военноморска служба;
- Медал за задгранична военноморска служба;
- Медал за освобождението на Саудитска Арабия;
- Медал за освобождението на Кувейт;
- Медал на НАСА за изключителни заслуги;
- Медал на НАСА за участие в космически полет (4).